# Římskokatolická farnost Skočice
Římskokatolická farnost Skočice je územním společenstvím římských katolíků v rámci strakonického vikariátu Českobudějovické diecéze.

## O farnosti

### Historie
Skočice byly původně součástí farnosti Bílsko. Roku 1788 byla ve vsi zřízena lokální duchovní správa, povýšená v roce 1859 na samostatnou farnost. Farní kostel vznikl rozšířením poutní kaple Navštívení Panny Marie, ve které se od 17. století nachází obraz Panny Marie s Ježíškem, ikonografický typ Pasovské Madony.

### Současnost
Skočická farnost je administrována ex currendo z Vodňan.
| Kostel                        | Místo       | Bohoslužba             | Bohoslužba             | Poznámka     |
| ----------------------------- | ----------- | ---------------------- | ---------------------- | ------------ |
| Kaple sv. Jana Nepomuckého    | Albrechtice | neslouží se pravidelně | neslouží se pravidelně | obecní kaple |
| Kaple                         | Drahonice   | neslouží se pravidelně | neslouží se pravidelně | obecní kaple |
| Kaple Panny Marie             | Kloub       | neslouží se pravidelně | neslouží se pravidelně | obecní kaple |
| Kostel Navštívení Panny Marie | Skočice     | neděle                 | 8.00                   | farní kostel |